# Hultpriset
Hultpriset är världens största studenttävling för socialt entreprenörskap. Den årliga utmärkelsen tilldelas universitetsstudenter som utmanats i att starta sociala företag för att lösa en angelägen samhällsfråga kring teman såsom livsmedelsförsörjning, tillgång till vatten, energi och utbildning.
Varje år erhåller pristagarna 1 miljon dollar i startkapital för att implementera sin idé och starta ett socialt företag. Prissumman doneras av familjen Hult, grundare av utbildnings- och språkreseföretaget EF Education First.  . 
Hultpriset är ett samarbete mellan Hult International Business School och Clinton Global Initiative (CGI) President Bill Clinton väljer den årliga utmaningen och tillkännager vinnaren under hösten. 
2012 omnämnde President Clinton priset i TIME magazine:s artikel om "de 5 bästa idéerna som förändrar världen till det bättre". 

## Historia
2009 lämnade Hultprisets VD och grundare Ahmad Ashkar finansbranschen för att göra en MBA-utbildning på Hult International Business School. Under studieperioden gick han på en föreläsning av Chuck Kane, grundaren av One Laptop Per Child (OLPC), som introducerade Ashkar till begreppet socialt entreprenörskap och gav upphov till hans idé för priset, som ursprungligen kallades Hult Global Case Challenge.2013 ansökte mer än 10.000 MBA- och universitetsstuderande till tävlingen.

## Urvalsprocess
Varje vår arrangeras fem regionala delfinaler i Boston, San Francisco, London, Dubai och Shanghai. Därefter hålls en sjätte tävlingsomgång på nätet, följt av en slutlig final och prisutdelning på President Clintons årliga CGI-möte i New York i september. Finalisterna deltar också i ”Hult-Acceleratorn”, ett sju-veckors inkubatorprogram som hålls vid Hult International Business School i Boston. 

## Prissumman
2010 beslutade familjen Hult att finansiera priset genom att årligen donera 1 miljon dollar till pristagarna. Det vinnande laget erhåller hela summan i startkapital till sitt sociala företag.

## Partnerskap
Temat för 2010 var utbildning och föregicks av Hultprisets samarbete med One Laptop Per Child. Året därpå inledde arrangörerna ett partnerskap med water.org och fokuserade på ren vattenförsörjning. 2012 samarbetade Hultpriset med Habitat for Humanity, One Laptop Per Child, och Solaraid för att bekämpa fattigdom genom att tillhandahålla utbildning, bostäder och energi. 2013 invigde Hultpriset officiellt sitt partnerskap med the Clinton Global Initiative (CGI) och fokuserade på den globala matkrisen.

## Pristagare
2011 utsågs ett lag med MBA-studenter från Cambridge University till vinnare av priset. Kort därefter flyttade lagledaren Akanksha Hazari till Indien för att implementera den vinnande idén, m.Paani. Företaget är numera baserat i Mumbai, Indien och utvecklar mobila lojalitetsprogram för att hjälpa fattiga.